# Csodálatos fiú (film)
A Csodálatos fiú (eredeti cím: Beautiful Boy) 2018-ban bemutatott amerikai életrajzi filmdráma, amelyet Felix Van Groeningen írt és rendezett. A történet alapjául David Sheff azonos című memoárja szolgált. A film producerei Dede Gardner, Jeremy Kleiner és Brad Pitt. A főbb szerepekben Steve Carell, Timothée Chalamet, Maura Tierney, Amy Ryan és Jack Dylan Grazer látható.
Az Amerikai Egyesült Államokban 2018. október 12-én, Magyarországon 2019. január 31-én mutatták be a mozikban.

## Összefoglaló
David Sheff újságíró látszólag idilli családi életet él, ám korábbi házasságából született, legidősebb fia drogproblémákkal küszködik. Miután minden terápia és leszokási kísérlet kudarcot vall, Davidben felmerül a kérdés: meddig terjed ki szülői felelőssége fia problémájával kapcsolatban?

## Szereplők
| Szereplő        | Színész           | Magyar hang     |
| --------------- | ----------------- | --------------- |
| David Sheff     | Steve Carell      | Kassai Károly   |
| Nic Sheff       | Timothée Chalamet | Baráth István   |
| Nic 5 évesen    | Kue Lawrence      | Maszlag Bálint  |
| Karen Barbour   | Maura Tierney     | Báthory Orsolya |
| Vicki           | Amy Ryan          | Kovács Nóra     |
| Lauren          | Kaitlyn Dever     | Csuha Bori      |
| Spencer         | Andre Royo        | Varga Rókus     |
| Dr. Brown       | Timothy Hutton    | Epres Attila    |
| Diane           | Amy Forsyth       | Gulás Fanni     |
| Jasper Sheff    | Christian Convery | Gergely Attila  |
| Daisy Sheff     | Oakley Bull       | Mayer Szonja    |
| Julia           | Stefanie Scott    | Czető Zsanett   |
| Vince           | Carlton Wilborn   | Kálid Artúr     |
| Julia anyja     | Marypat Farrell   | Sági Tímea      |
| Légiutas-kísérő | Martha T. Newman  | Gazdik Katalin  |
| Díler           | Jimi Wheeler      | Renácz Zoltán   |

## Fordítás
- Ez a szócikk részben vagy egészben  a   Beautiful Boy (2018 film) című angol Wikipédia-szócikk fordításán alapul.  Az eredeti cikk szerkesztőit annak laptörténete sorolja fel. Ez a jelzés csupán a megfogalmazás eredetét és a szerzői jogokat jelzi, nem szolgál a cikkben szereplő információk forrásmegjelöléseként.